# Vriesea fluminensis
Vriesea fluminensis là một loài thuộc chi Vriesea. Đây là loài đặc hữu của Brasil.